# Буровий модуль

Складові частини бурової вишки:
1 — резервуар для бурового розчину
2 — вібраційне сито
3 — всмоктувальна труба
4 — буровий насос
5 — двигун
6 — вібраційна труба
7 — бурова лебідка
8 — провідна бурильна труба
9 — шланг провідної бурильної труби
10 — коліно труби
11 — талевий блок
12 — талевий канат
13 — кронблок
14 — стояк вишки
15 — балкон робітника
16 — свічки
17 — підсвічник
18 — вертлюг
19 — стояк
20 — буровий ротор
21 — бурова підлога
23 — превентор
24 — противикидні пристрої
25 — бурильна колона
26 — бурове долото
27 — кондукторна колона
28 — викидна лінія бурового розчину.

Модуль буровий (рос. модуль буровой; англ. drilling module; нім. Bohrmodul m) — комплект обладнання для буріння.
Технічні засоби М.б. включають також буровий насос або компресор для подачі бурового розчину і газу, бурильні труби, бурову вишку з талевою системою, противикидне обладнання, контрольно-вимірювальну апаратуру.